# Aimophila notosticta
Aimophila notosticta là một loài chim trong họ Emberizidae.

## Hình ảnh

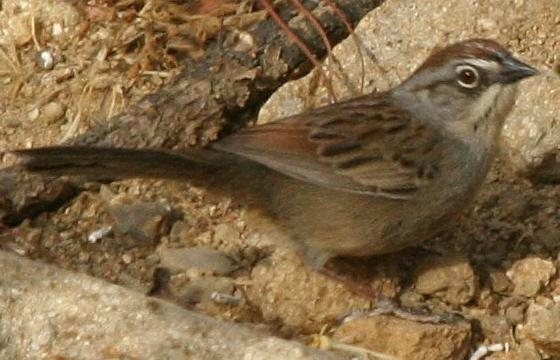
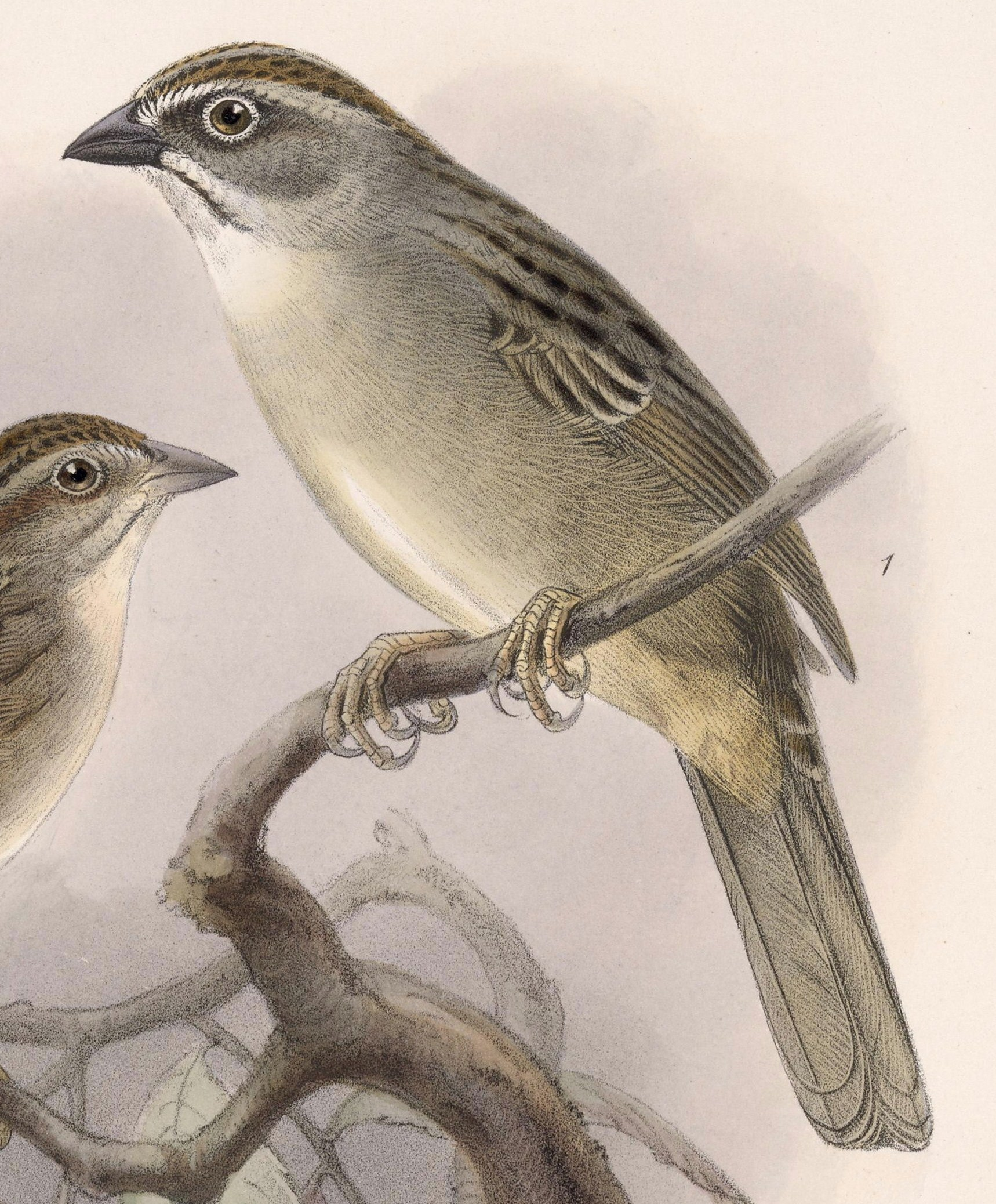